# Whisky (football)
Francisco Massinga, plus communément appelé Whisky, est un footballeur mozambicain né le 6 mai 1986. Il évolue au poste de défenseur avec Ferroviário.

## Carrière
- 2006-2007 : Maxaquene ( Mozambique)
- 2008-201 : Ferroviário ( Mozambique)[1],[2]

## Palmarès
- Champion du Mozambique en 2008 et 2009
- Vainqueur de la Coupe du Mozambique en 2009
- Vainqueur de la Supercoupe du Mozambique en 2008 et 2009